# Gabriel Sénac de Meilhan

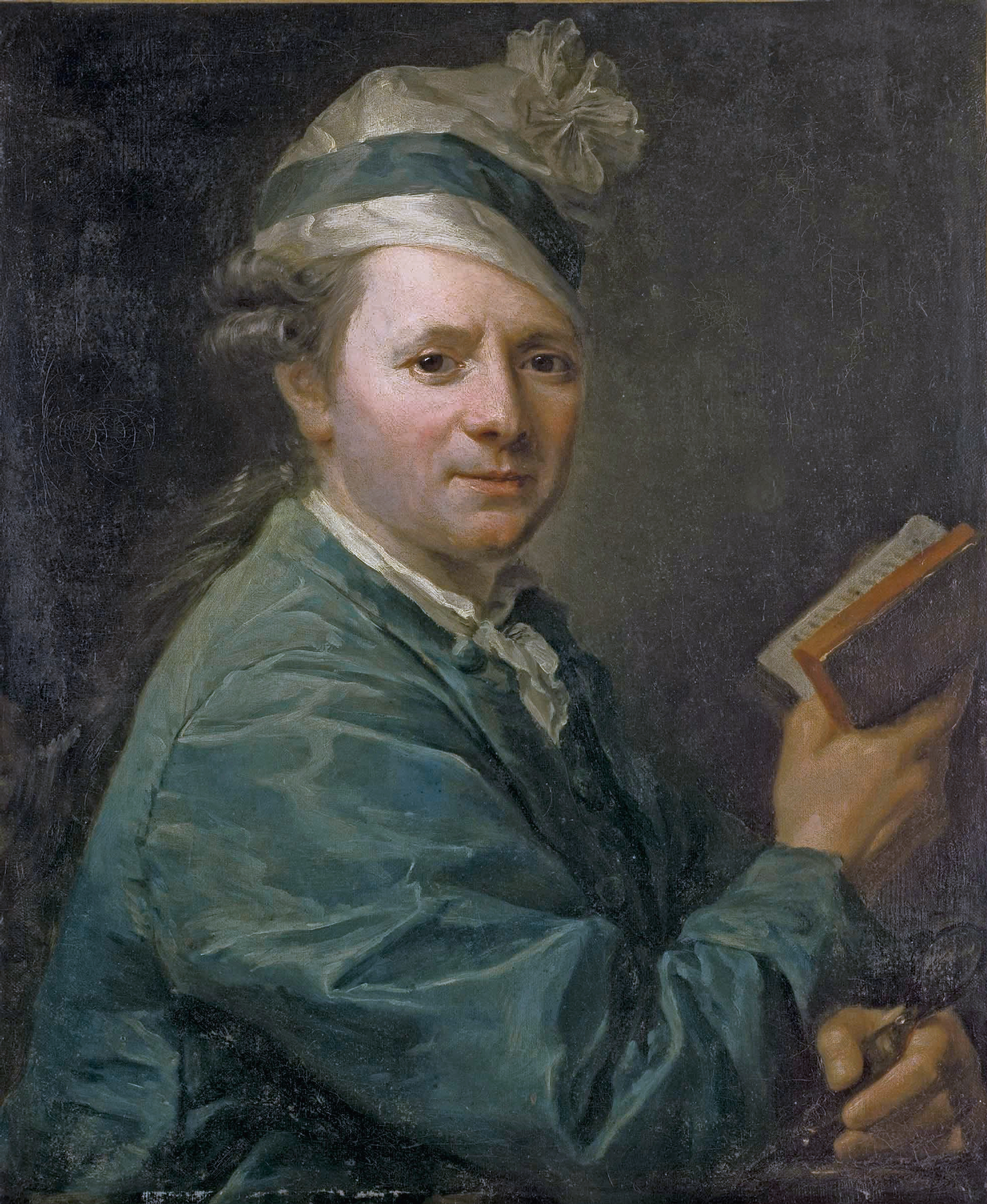
Gabriel Sénac de Meilhan um 1780

Gabriel Sénac de Meilhan (* 7. Mai 1736 in Versailles; † 16. August 1803 in Wien) war ein französischer Schriftsteller.

## Leben und Werk
Gabriel Sénac, der sich ab 1755 Sénac de Meilhan nannte (mit rezentem Grafentitel), war der Sohn des königlichen Leibarztes Jean-Baptiste Sénac. Er studierte Rechtswissenschaft und trat 1762 in die Staatsverwaltung ein. Ab 1763 war er Intendant (oberster Staatsbeamter einer Provinz), zuerst von Paris aus für die Überseeinseln, dann in La Rochelle (1766–1773), in Aix-en-Provence (1773–1775) und schließlich in Valenciennes (1775–1790). 1776 war er vorübergehend Kriegsintendant. Von Valenciennes aus frequentierte Sénac die Pariser Salons und war bekannt für die Brillanz seiner Konversation. Um 1782 trat er in ein engeres Verhältnis zu der 22 Jahre älteren Madame de Créquy, die seit 1748 in Paris einen Salon unterhielt. Sie ermunterte ihn zum Schreiben. 
Er veröffentlichte 1786 im Alter von 50 Jahren als erstes die fiktiven Memoiren der Anna Gonzaga, die prompt ins Deutsche übersetzt wurden, dann zwei umfangreiche Essays. Seine „Betrachtungen über Reichtum und Luxus“ von Anfang 1787 waren gegen den Finanzminister Necker gerichtet und sollten Sénac dessen Posten einbringen. Sénac schlug unter anderem einen progressiven Steuersatz vor und beklagte, dass die Leiden der Provinz in Versailles nicht wahrgenommen wurden. Sein Stil erhielt viel Lob, der Inhalt jedoch blieb wirkungslos.
Ende 1787 publizierte Sénac seine „Betrachtungen über Geist und Sitten“, in denen er sich nach dem Vorbild von La Bruyère als Moralist äußerte. Er sah darin sein Zeitalter als dekadent, zeigte sich aber ahnungslos hinsichtlich der 18 Monate später ausbrechenden Revolution. Das Buch wurde viel gelobt und sofort ins Englische übersetzt.
Da Sénacs Amt als Intendant im Mai 1789 mehr oder weniger hinfällig wurde, richtete er seinen Ehrgeiz auf die Académie française, fertigte erweiterte Neuausgaben seiner Bücher an (Mémoires und beide Considérations) und veröffentlichte einen kurzen Roman (Les deux cousins) sowie die Übersetzung der ersten beiden Bücher der Annalen des Tacitus. Die rasche Entwicklung der  Französischen Revolution machte seine Hoffnungen zunichte.
Nachdem in Paris bereits zwei Intendanten ermordet worden waren, ging Sénac im Juni 1790 zu seinem Sohn nach London und im September nach Aachen ins Bad. Von dort schickte er nach Paris das Manuskript eines schmalen Buches über die „Grundlagen und Ursachen der Revolution in Frankreich“, das noch im selben Jahr erschien. Sénac beschrieb eindringlich die Schwächen des vorrevolutionären Frankreich und das Fehlverhalten vor allem des Hochadels, nahm aber zur Revolution selbst nicht Stellung.
Von Aachen wechselte er im November nach Venedig und Rom. Im März 1791 reiste er über Wien und Warschau nach Sankt Petersburg, wo er am 6. Mai von Katharina der Großen empfangen wurde, von der er sich eine Anstellung erhoffte, um eine Geschichte Russlands zu schreiben. Die Zarin fand ihn zu unreligiös und fertigte ihn mit einer Pension ab. Er reiste über Warschau und Wien zu Prinz Heinrich nach Rheinsberg und ließ sich von 1793 bis 1795/1796 in Hamburg nieder sowie anschließend in Braunschweig. In Hamburg traf er mit Klopstock zusammen und veröffentlichte das Buch Über Regierung, Sitten und Lebensbedingungen in Frankreich vor der Revolution sowie neuerlich seine „Betrachtungen über Geist und Sitten“ samt einem weiteren Band von Dialogen, Porträts und Studien unter dem Sammeltitel Oeuvres philosophiques et littéraires (von Johann Joachim Eschenburg unter dem Titel Vermischte Beiträge ins Deutsche übersetzt).
In Braunschweig veröffentlichte er den Roman „Der Emigrant“, der im Jahr 1793 spielte. Er ist weniger für seine Haupthandlung interessant, die Richardson, Rousseau und der Die Prinzessin von Clèves nachempfunden ist, als für die Nebenfiguren, die ihre Erfahrungen aus Revolution und Emigration mitteilen, Erfahrungen, die nicht nur negativ sind, weil das Unglück heilsam und regenerierend sein kann. Aus den Vorurteilen des deutschen Adels ziehen die Franzosen ein eigenes Vergnügen. Von besonderem Interesse ist ein (auch getrennt erschienener) Abschnitt, in dem Sénac die einzelnen Titel seiner verlorenen Bibliothek durchgeht, um zu erkennen, dass nur weniges die Erhaltung wirklich lohnte. Das Buch hatte zunächst keinerlei Erfolg und erlebte erst ab 1946 mehrere Neuauflagen.
Von Braunschweig wechselte Sénac zu dem ihm seit den Intendantenzeiten in Valenciennes befreundeten Fürst de Ligne nach Wien. Da Zar Paul I. ihm 1796 die russische Pension gekappt hatte, war er auf die Unterstützung durch seinen reichen Freund Quintin Craufurd angewiesen, der ihm Manuskripte abkaufte, vor allem die fiktiven Mémoires de Madame Du Hausset, die erst postum erschienen und für echt gehalten wurden. André Vielwahr wies jedoch überzeugend nach, dass es sich bei den angeblichen Memoiren der Kammerfrau der Madame de Pompadour um ein literarisches Werk von Sénac handelt. Quintin Craufurd veröffentlichte es 1809, als Sénac bereits 6 Jahre tot war. 
Der Zar Paul I. 1801 nachfolgende Zar Alexander I. schickte Sénac eine beträchtliche Summe, die es ihm, als er am 2. September 1801 die Erlaubnis erwirkte, nach Frankreich zurückzukehren, auch ermöglichte, vorerst in Wien zu bleiben. Er erkrankte und starb am 16. August 1803 im Alter von 67 Jahren. Wenige Monate zuvor war Madame de Créquy in Paris verstorben.
Das pornographische Buch La Foutromanie (1775, zahlreiche Auflagen) wurde zu Unrecht ab 1812 Sénac zugeschrieben.
In Marseille, La Rochelle und Valenciennes sind Straßen nach ihm benannt.

## Werke
- (1786) Mémoires d’Anne de Gonzague, princesse Palatine. Hrsg. César Rouben. Nizet, Paris 1996. (kritische Ausgabe)
  - (deutsch) Denkwürdigkeiten der Pfalzgräfin Anna von Gonzaga. Gebauer, Halle 1787. (übersetzt von Christoph von Schmidt-Phiseldeck)
- (1787) Considérations sur les Richesses et le Luxe. Amsterdam 1787.
- (1787) Considérations sur l’Esprit et les Mœurs. London 1787. Hamburg 1795.
  - (deutsch siehe Vermischte Werke 1795)
  - (englisch) Consideration upon Wit and Morals. London 1788.
- (1790) Les deux cousins. Histoire véritable. Hrsg. Vittorio Fortunati. H. Champion, Paris 2007.
- (1790, Übersetzer) Annales de Tacite. Desenne, Paris 1790.
- (1790) Des principes et des causes de la Révolution en France. Hrsg. Michel Delon. Desjonquères, Paris 1987.
- (1795) Le Gouvernement, les moeurs et les conditions en France avant la Révolution. Portraits des personnages distingués de la fin du XVIIIe siècle. Hoffmann, Hamburg 1795. Hrsg. M. de Lescure. Poulet-Malassis, Paris 1862.
  - (deutsch) Frankreich vor der Revolution, in Beziehung auf Regierung, Sitten und Stände. Nebst einem Gemälde der vornehmsten Männer unter Ludwig XVI. Regierung. Thomas, Braunschweig 1795. (übersetzt von Karl Venturini)
- (1795) Oeuvres philosophiques et littéraires. 2 Bde. Hoffmann, Hamburg 1795. (1: Considérations sur l’Esprit et les Mœurs (1787). 2: 10 Dialoge. 2 Briefe über Russland. 14 Porträts. Brief über den Mann mit der eisernen Maske)
  - (deutsch) Vermischte Werke. Des Herrn von Meilhan vormals Intendanten von Aunis, der Provence, Avignon und dem Hennegau, und der General-Kriegs-Intendanten des Königs von Frankreich vermischte Werke. 2 Bde. Hoffmann, Hamburg 1795.  (übersetzt von Johann Joachim Eschenburg)
- (1797) L'émigré. Hrsg. Michel Delon. Gallimard, Paris 2004. (auch in: Romanciers du XVIIIe siècle. Bibliothèque de la Pléiade. Gallimard, Paris 1965)
  - (Ausschnitt) Consolation philosophique sur la perte de sa bibliothèque. Dorbon aîné, Paris 1931.
- (1809) Mémoires de Madame du Hausset. In: Mélanges d’histoire, de littérature, etc., tirés d’un portefeuille. Hrsg. Quintin Craufurd. Paris 1809, 1824.
- (1813) Portraits et caractères du XVIIIe siècle. J. et R. Wittmann, Paris 1945.